# (3737) Beckman
(3737) Beckman est un astéroïde de la ceinture principale aréocroiseur.

## Description
(3737) Beckman est un astéroïde aréocroiseur. Il présente une orbite caractérisée par un demi-grand axe de 2,41 UA, une excentricité de 0,40 et une inclinaison de 20,1° par rapport à l'écliptique.

## Compléments